# ماريانو تروخيو
ماريانو تروخيو (بالإسبانية: Mariano Trujillo Reyes) هو لاعب كرة قدم مكسيكي في مركز الوسط، ولد في 19 مايو 1977 في مدينة مكسيكو في المكسيك. شارك مع منتخب المكسيك تحت 20 سنة لكرة القدم ومنتخب المكسيك لكرة القدم. أما مع النوادي، فقد لعب مع أتلانتي إف سي وسانتوس لاغونا وسكودا زانثي ونادي أونيفرسيداد ناسيونال ونادي تشياباس ونادي شيفاز يو إس أي.

## وصلات خارجية
- ماريانو تروخيو على موقع الدوري الأمريكي (الإنجليزية)
- ماريانو تروخيو على موقع قاعدة بيانات كرة القدم.إي يو (الإنجليزية)
- ماريانو تروخيو على موقع ناشيونال فوتبول تيمز (الإنجليزية)